# Musée Artium
Le musée Artium, ou musée central basque d'art contemporain, est une institution semi-publique inaugurée en 2002 ayant son siège à Vitoria-Gasteiz en Pays basque dans la province d'Alava (Espagne). Il dispose d'une importante collection d'art moderne et contemporain, principalement espagnol. Bien que sa trajectoire comme musée est encore courte, ses collections sont d'une richesse inhabituelle grâce à un travail de sélection qui remonte aux années 1970.

## Historique
Le musée est apparu de la collaboration de la Députation forale d'Alava, propriétaire de la plupart des fonds qui intègrent la collection permanente et titulaire du bâtiment, avec le gouvernement basque, le ministère de la Culture espagnol et la mairie de Vitoria-Gasteiz. Son inauguration a eu lieu le 26 avril 2002. Préalablement, en février 2001, on a constitué la Fundation ARTIUM d'Alava, afin de diriger et gérer le futur centre-musée basque d'art contemporain. Son Patronat est constituée par les institutions publiques qui ont pris part à la construction et la mise en marche d'ARTIUM et les organismes privés qui, prenant part au programme de Membres corporatifs de la Fondation, acquièrent la condition de patrons privés. Hors de ce schéma fonctionne le programme de Membres associés, orienté aux personnes souhaitant se lier à l'ARTIUM et avec une participation spéciale leurs offres des activités.

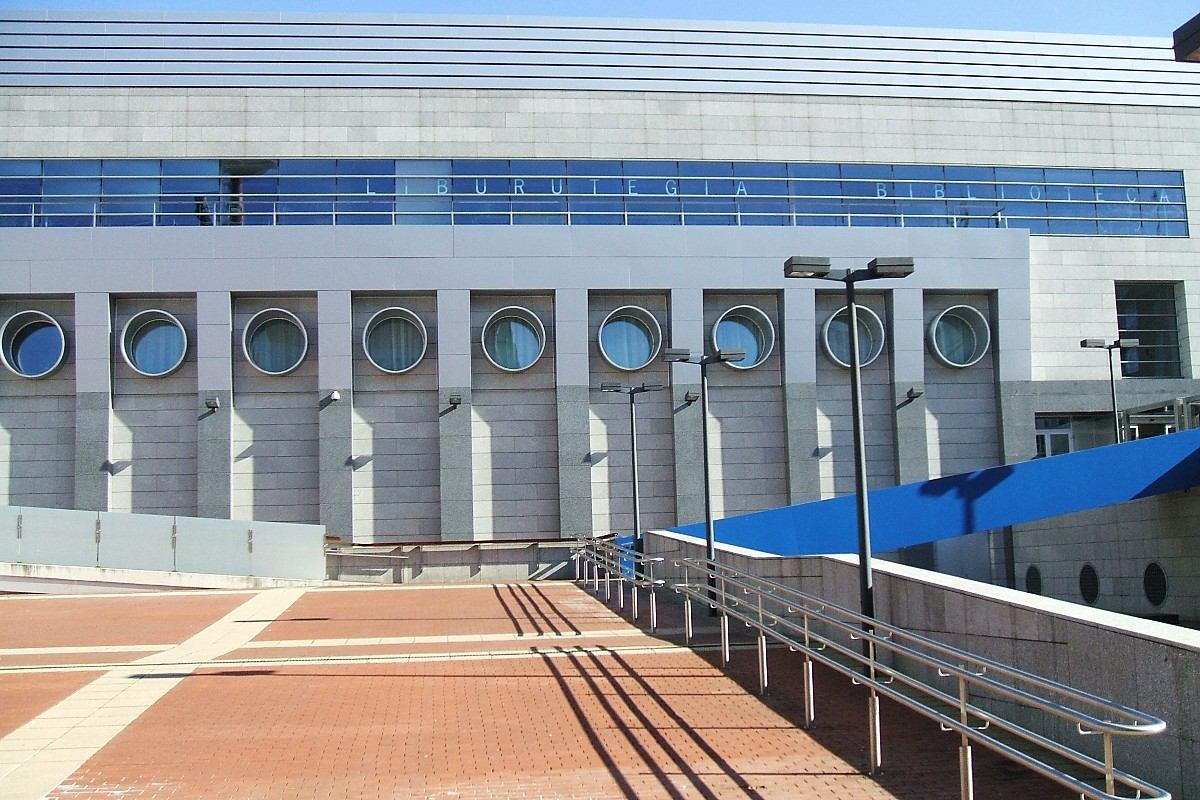
Vue extérieure du musée.

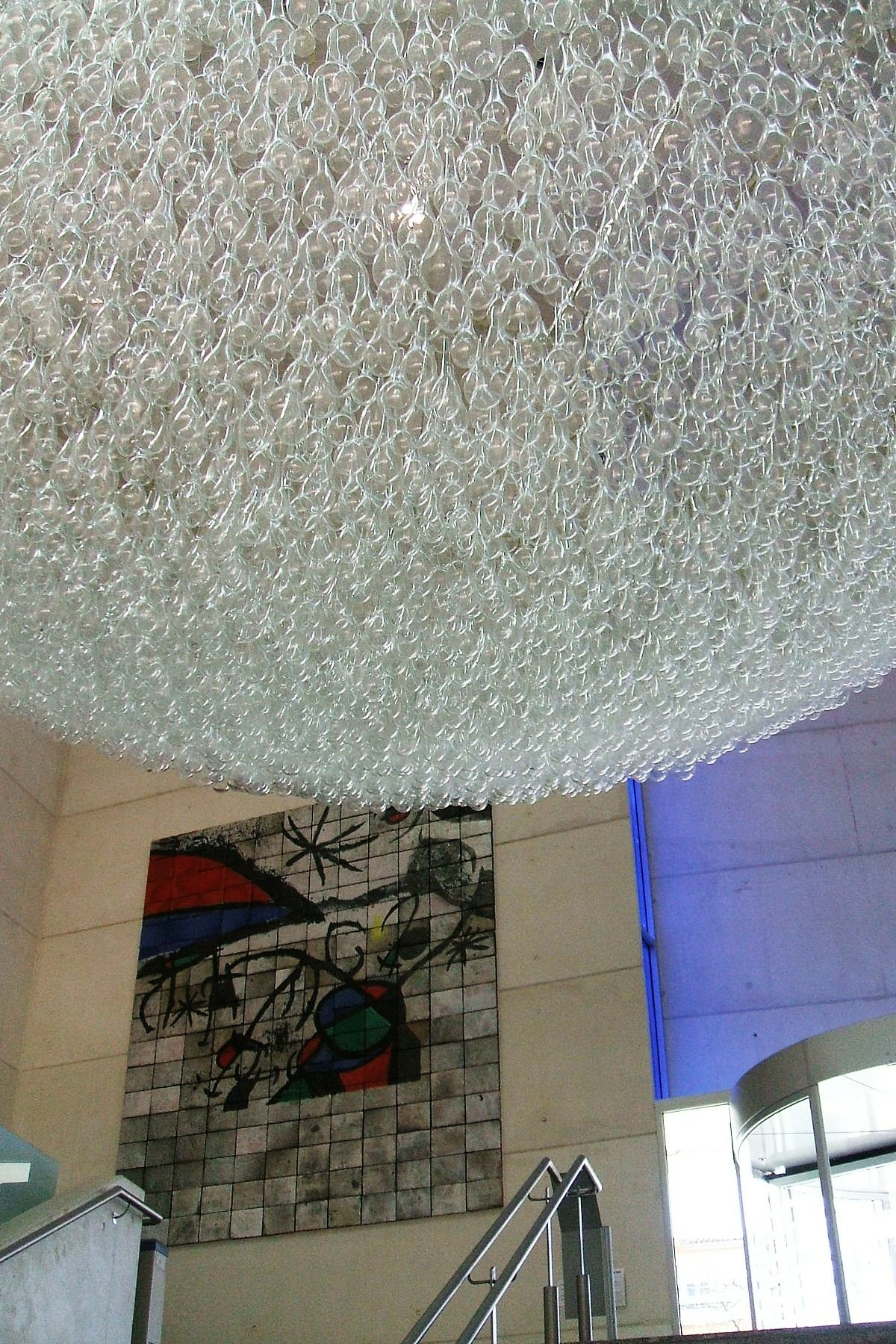
Entrée : Murale céramique, de Joan Miró et Llorens Artigas, et Un Pedazo de Cielo Cristalizado, de Javier Pérez.

## L'édifice
Œuvre de l'architecte José Luis Catón, est organisée en treuil et sous une vaste place trapézoïdale limitée par les rues Francia, la Paloma, la Esperanza et Prudencio María Verástegui, qui occupait précédemment la vieille gare d'autobus de Vitoria-Gasteiz. Comme dans un entrepôt, une bonne partie de leurs espaces se sont trouvés sous le niveau de la rue. À l'ouest, une grande auge de béton blanc loge l'accès principal au centre-musée et à quelques espaces et services complémentaires : l'entrée principale, l'auditorium, la Sala Plaza, le restaurant Cube ARTIUM, le guichet et le vestiaire, entre autres.
Dans l'entrée principale est partagé par la grande céramique de Joan Miró et Llorens Artigas, et la sculpture monumentale un Pedazo de Cielo Cristalizado, Javier Pérez. Une diminution de sept mètres sous le niveau du sol conduit à l'antichambre du Centre-Musée, le lieu depuis lequel on accède aux salles d'expositions. L'artiste vitoriana (gentilé de Vitoria) Anabel Quincoces a incorporé à cet espace en 2007 à titre permanent l'œuvre Water Flames] (flowing), un ensemble sculptural de pièces de verre soufflé. À droite et gauche de l'antichambre on distribue les accès à la Sala Sud et la Sala Nord, qui s'étend sous la place et communique avec deux autres salles d'exposition, l'Est Bas et l'Est haut, avec lesquelles elles forment une sorte de "U".
Sur les Salles Est Bas et Est Haut on lève, de nouveau dans la surface, le bâtiment de granit gris qui ferme le trapèze de la place et qui contient les espaces pour des ateliers didactiques et pour l'atelier d'image, la bibliothèque et le centre de documentation, ainsi que les services administratifs du musée.

## Fonds et services
La collection permanente dispose des œuvres des artistes (par ordre alphabétique) : Ana Laura Aláez (en), Txomin Badiola (es), Miquel Barceló, Joseph Beuys, Joan Brossa, Rafael Canogar, Juan Francisco Casas (en), Jacobo Castellano, Costus, Jake et Dinos Chapman, Eduardo Chillida, Salvador Dalí (Retrato de la Sra. Fagen), Óscar Domínguez, Equipo Crónica, Alberto García-Alix, Luis Gordillo, Eva Lootz, Manolo Millares, Joan Miró, Juan Muñoz, Jorge Oteiza, Pablo Palazuelo, Guillermo Pérez Villalta (es) (El baño), Pablo Picasso (Mosquetero con pipa), Antonio Saura, Pablo Serrano, José María Sicilia (en), Antoni Tapies, Darío Urzay (es), Juan Uslé et Dario Villalba, parmi beaucoup d'autres. Au total, la collection est composée d'environ 3 000 pièces peinture, sculpture, gravure, dessin, photographie, vidéo et installations.
Le noyau principal de la collection permanente est constitué par le fonds collectionné par la Députation Forale d'Alava, bien que tout au long des dernières années ont été restituées des œuvres remarquables et nombreuses ainsi que des donations effectuées par des collectionneurs privées et institutions publiques. Les acquisitions approuvées par la Fundación ARTIUM sont faites sous un triple critère :
- Œuvres appartenant aux avant-gardes historiques antérieures à 1939.
- Pièces des décennies comprises entre 1940 et 1990, y compris des œuvres de peu d'artistes tant basques que du reste de l'Espagne qui aujourd'hui n'appartiennent pas encore à la collection, ainsi que les seconde, troisième ou quatrième œuvres correspondant à différentes époques d'artistes qui sont déjà représentées dans les fonds du musée
- Œuvres appartenant à la création la plus actuelle, tant de jeunes créateurs de diverses origines avec un parcours naissant ou de nouveaux noms dans le panorama de l'art contemporain.

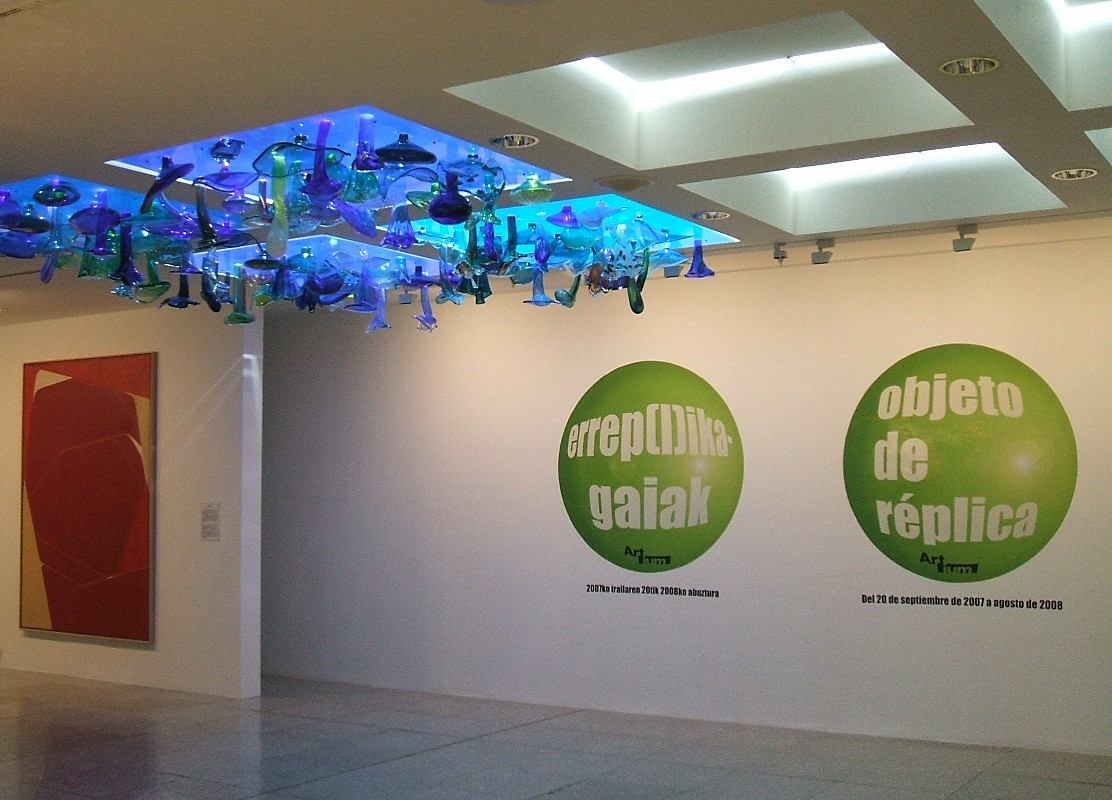
L'antichambre : Water Flames (flowing), d'.

Tout cela se matérialise dans les différentes expositions dans lesquelles ARTIUM montre sa collection permanente, suivant des schémas argumentaires variables. L'exposition est quelque peu modifiée chaque année, afin de montrer différentes œuvres de ses fonds et, d'autre part, mettre en évidence les possibilités narratives de l'art du XXe siècle. Les fonds propres du centre-musée intègrent parfois d'autres expositions pour leur exposition à l'intérieur (expositions de chambre ou thématiques moins importantes) ou hors de l'ARTIUM.
L'ARTIUM produit en outre des Expositions Temporaires, pour la plupart inconnues, propres ou en collaboration avec d'autres musées espagnols et européens de prestige. Avec les expositions, l'ARTIUM offre un échantillon varié d'activités éducatives et culturelles qui contextualisent les échantillons temporaires, tandis qu'ils diffusent d'autres manifestations artistiques en rapport avec la création contemporaine. Des cycles cinéma, conférences, séminaires, tables rondes, programmes éducatifs spécifiques ou activités de danse et de musique contemporaine sont certaines des propositions du Centre-Musée.
La bibliothèque et le centre de documentation de l'ARTIUM, spécialisé en art moderne et contemporain, est en libre accès et s'adresse non seulement aux chercheurs mais également aux usagers intéressés par ce secteur de la création artistique. Ses fonds sont composés de 20 000 volumes dont des monographies, catalogues d'expositions, revues, vidéos, affiches et brochures. En outre, la bibliothèque et le centre de documentation programme régulièrement des activités complémentaires qui contribuent à la diffusion des fonds bibliographiques en rapport avec le cinéma, le vidéo ou la musique. L'atelier des nouvelles technologies destine ses équipements et installations à la répartition des cours de formation et d'activités didactiques.
Le musée dispose d'une boutique-librairie où on peut acquérir les catalogues des expositions temporaires, d'autres publications spécialisées, ainsi qu'une vaste offre d'articles de design et cadeau. Les installations sont complétées face au public avec le restaurant-cafétéria Cube ARTIUM.

## Visites
L'ARTIUM ouvre ses portes du mardi au dimanche en horaire ininterrompu de 11:00 à 20:00. Le lundi non férié, il reste fermé. Pendant l'ouverture au public, l'accès aux expositions du centre-musée ARTIUM suppose l'acquisition d'un ticket (0,01 €), en laissant la possibilité au visiteur de donner plus.

## Galerie

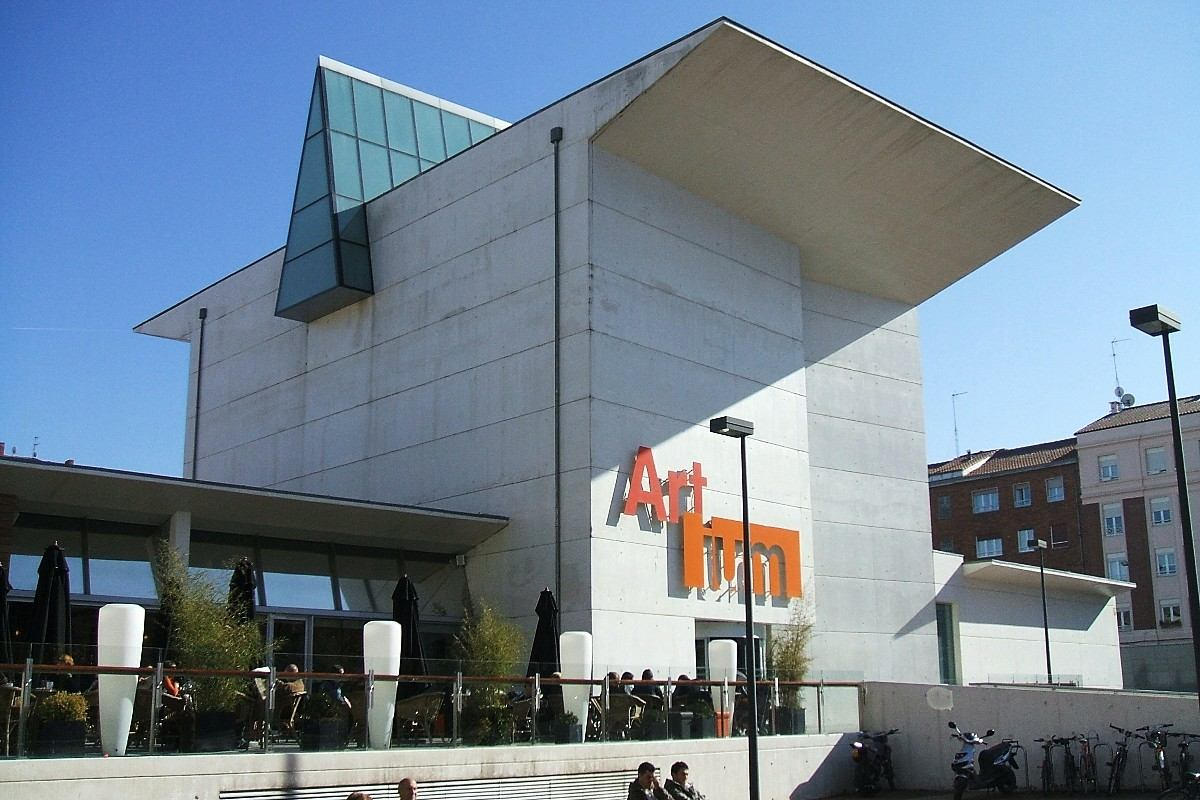
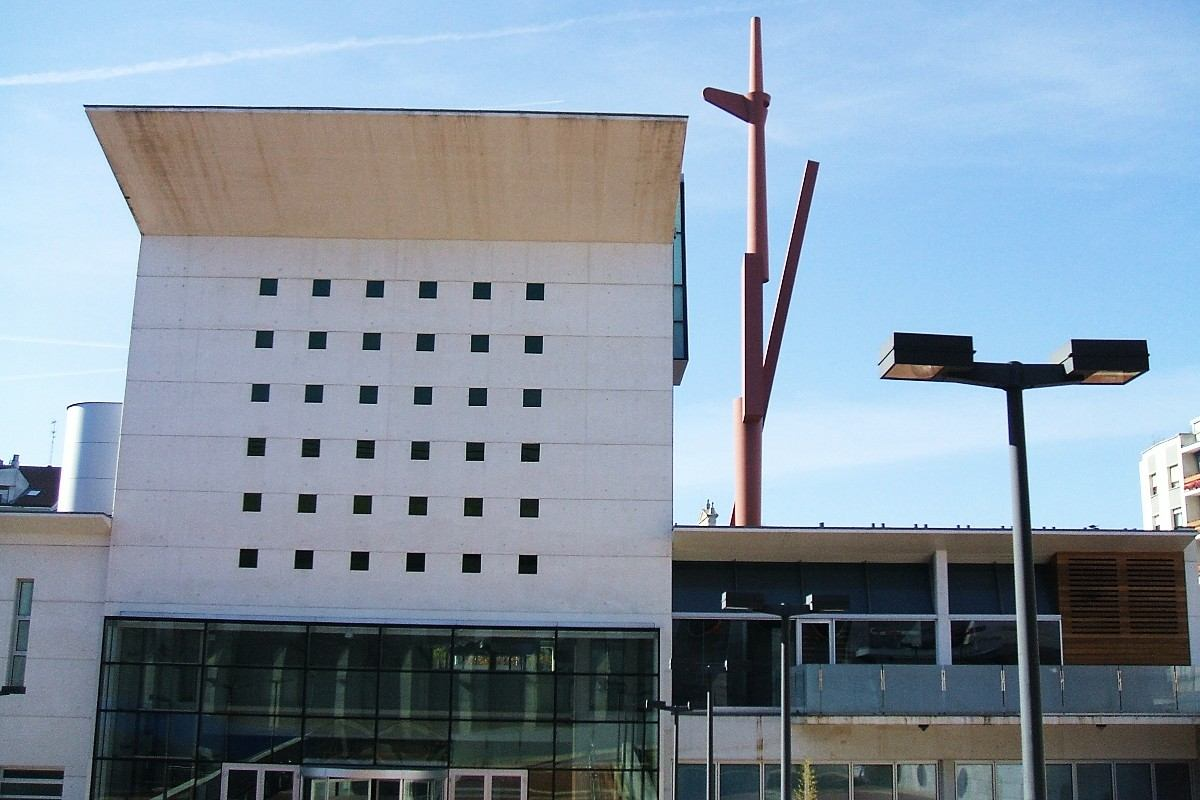
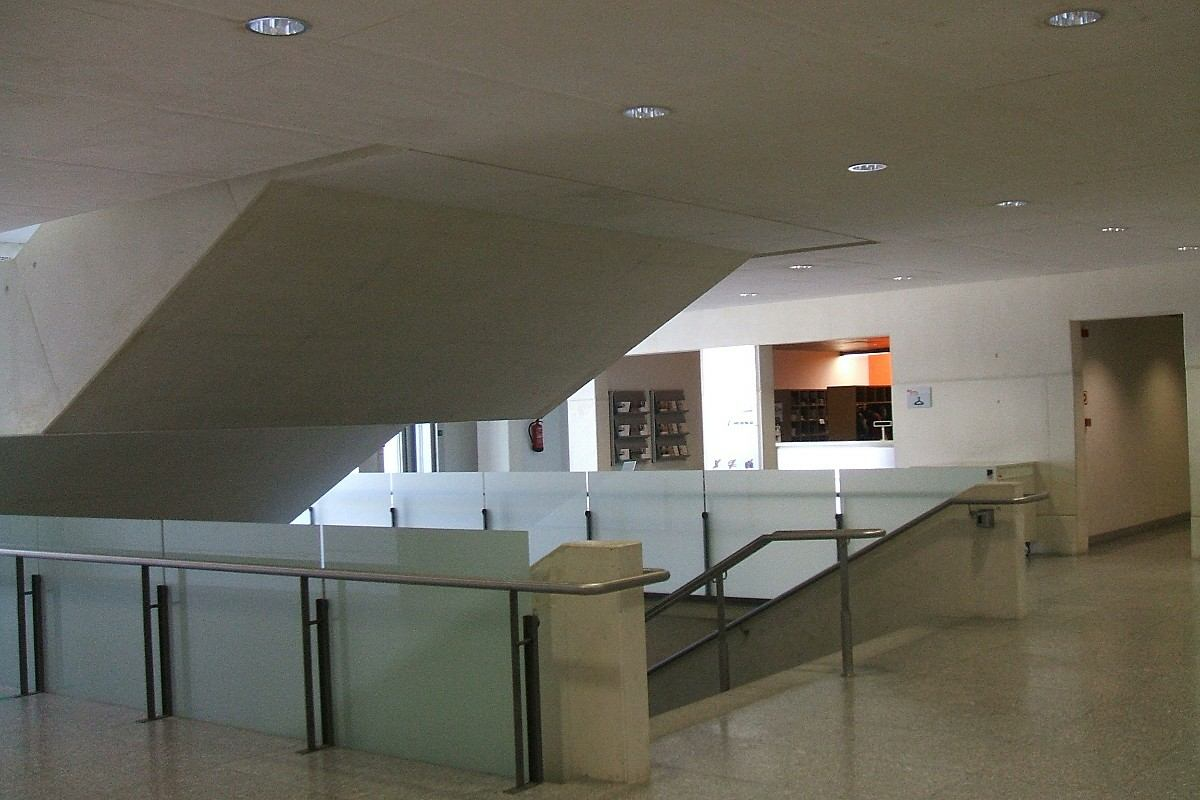
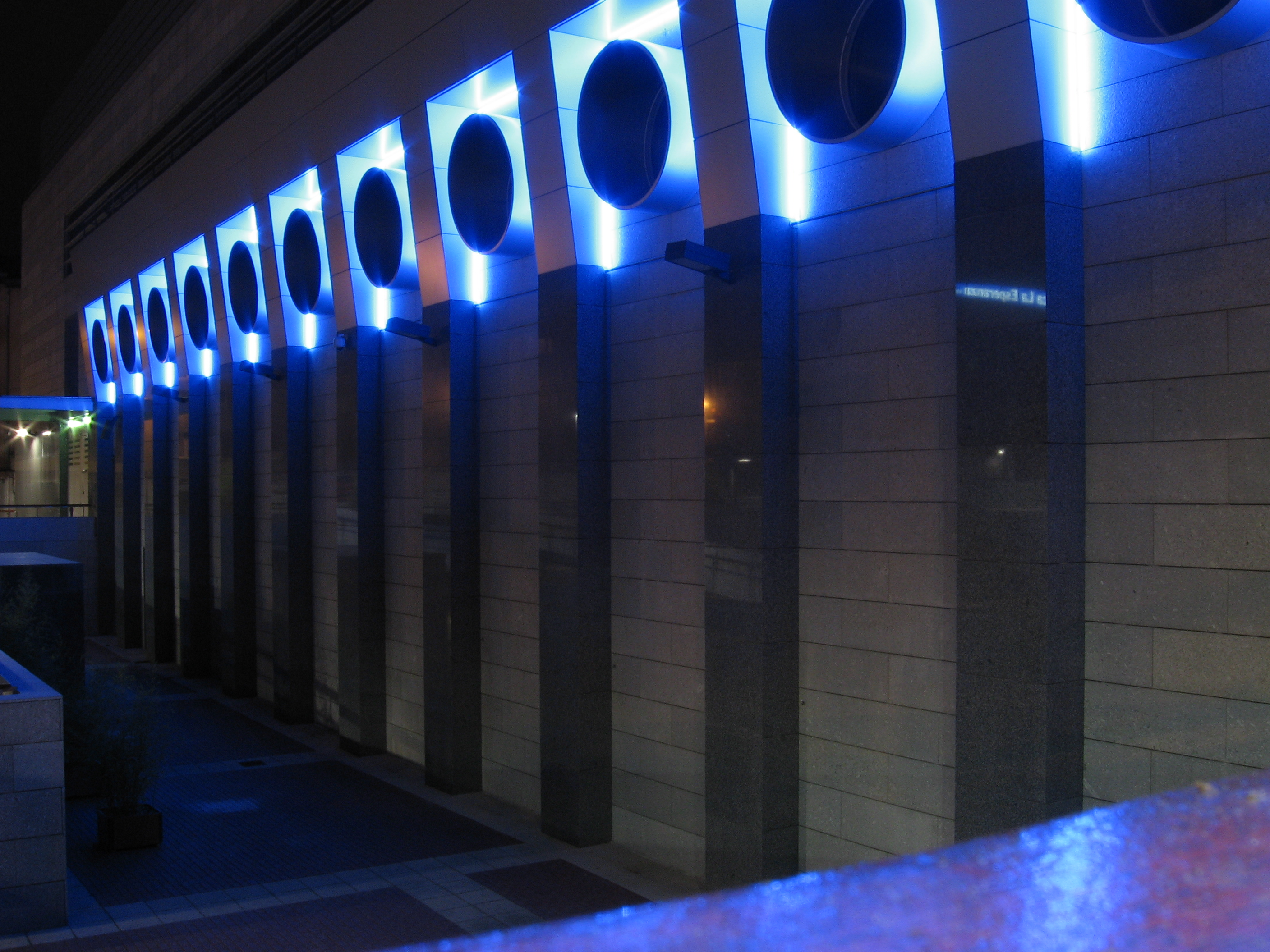
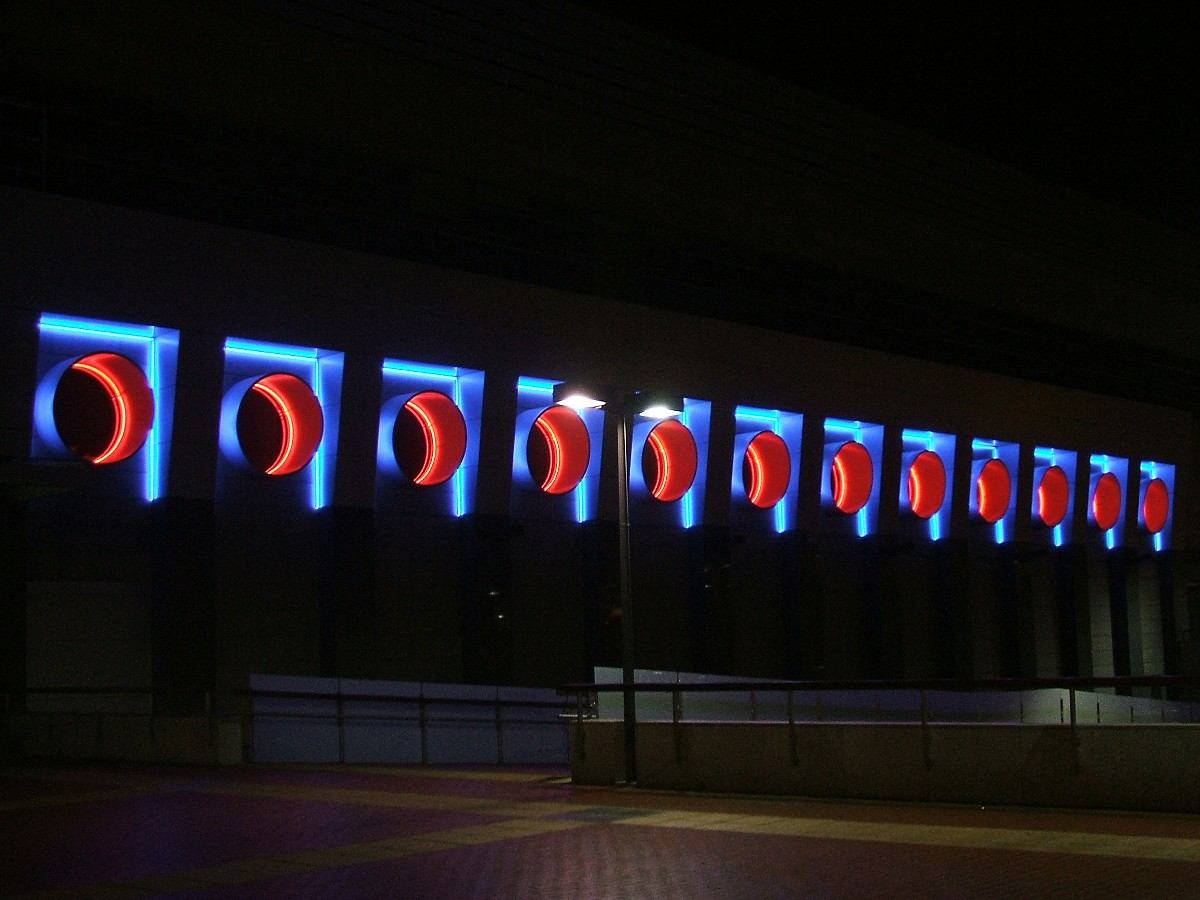
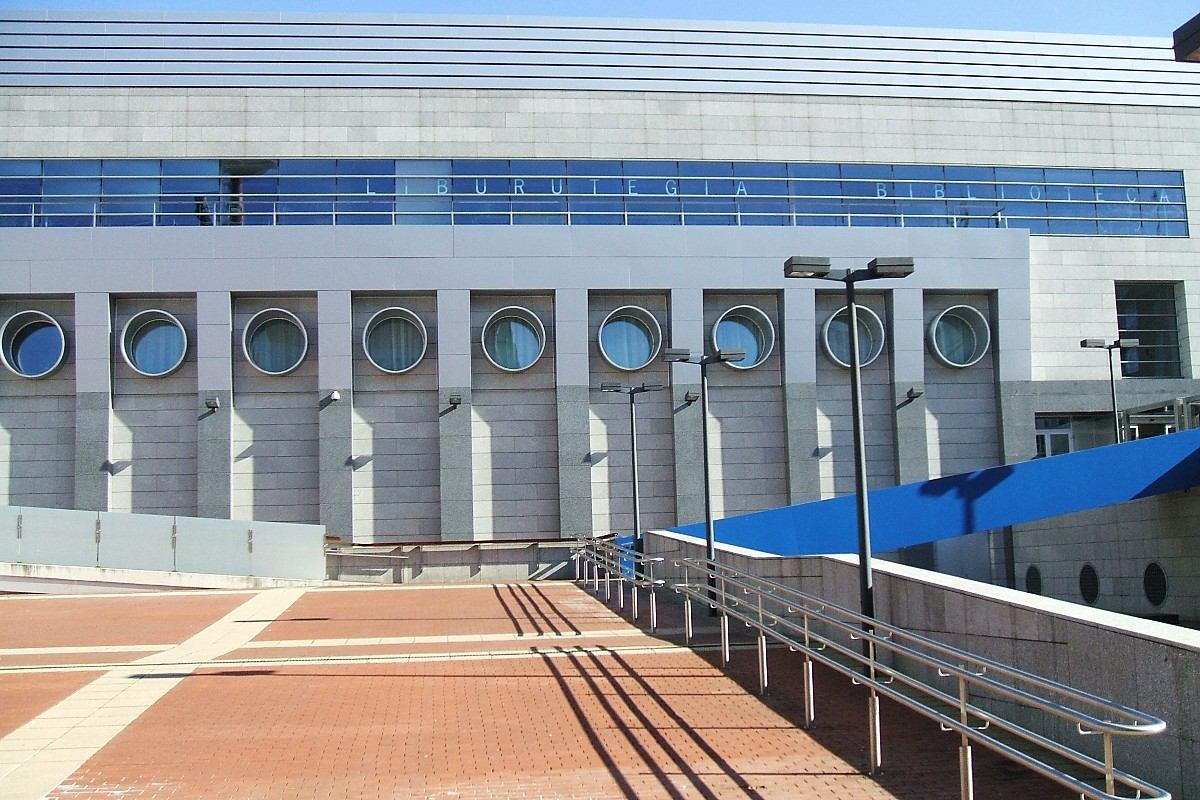